# Jodi Balfour

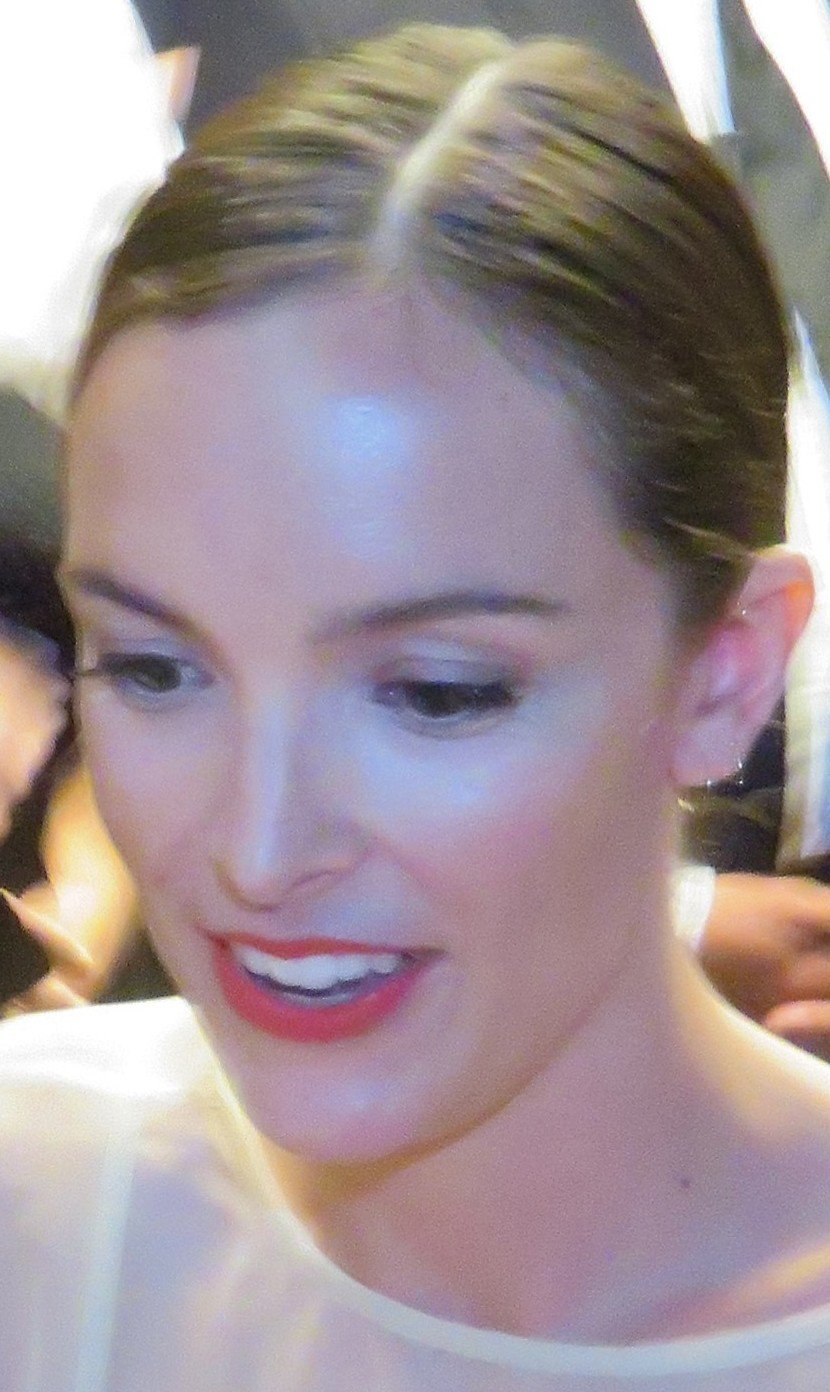
Jodi Balfour

Jodi Balfour (* 29. Oktober 1987 in Kapstadt, Südafrika) ist eine südafrikanische Fernseh- und Filmschauspielerin. Im deutschsprachigen Raum ist sie hauptsächlich als Mitglied des Hauptcasts der Fernsehserie Quarry bekannt, in der sie die Rolle der Joni Conway spielte. Ebenso ist sie durch ihre Rolle als Samantha „Sam“ Sedaris in Primeval: New World bekannt. Balfour war eine der Hauptdarstellerinnen der kanadischen Serie Bomb Girls und spielte im Jahr 2017 sowohl die DI Elaine Shepard in der BBC-Serie Rellik als auch Jackie Kennedy in der zweiten Staffel der Netflix-Serie The Crown.

## Leben
Balfour studierte an der University of Cape Town und war Teilnehmerin an den Wahlen zur Miss South Africa 2008. Seit ihrem Abschluss im Jahr 2009 spielte sie vornehmlich in nordamerikanischen und britischen Fernsehserien mit. Jodi Balfour lebt in Vancouver, Kanada und ist neben ihrem Schauspielberuf Ko-Eignerin eines Kaffeehauses im Stadtteil Gastown.
Balfour ist seit 2020 mit der Schauspielerin Abbi Jacobson liiert.

## Filmografie (Auswahl)
- 2008: Sanctuary – Wächter der Kreaturen (Sanctuary) (Fernsehserie)
- 2009: The Philanthropist
- 2010: Kongo (Fernsehfilm)
- 2011: Vampire
- 2011: Final Destination 5
- 2012–2013: Primeval: New World (Fernsehserie)
- 2012–2013: Bomb Girls (Fernsehserie)
- 2013: A Ghost Within
- 2013: The Husband
- 2013: Afterparty
- 2013: Waterloo
- 2014: Valentines Day
- 2014: The Best Laid Plans (Fernsehserie)
- 2014: Bomb Girls – Facing the Enemy (Fernsehfilm)
- 2015: Unearthing
- 2015: Eadweard
- 2015: Almost Anything
- 2016: Quarry (Fernsehserie)
- 2017: Rellik (Fernsehserie)
- 2017: The Crown (Fernsehserie)
- 2019: The Rest of Us
- 2019: True Detective (Fernsehserie)
- seit 2019: For All Mankind (Fernsehserie)
- 2023: Ted Lasso (Fernsehserie)
- 2023: Freud – Jenseits des Glaubens (Freud’s Last Session)
- 2024: Lilies Not for Me